# تپه قلعه مغانلو
تپه قلعه مغانلو مربوط به سده‌های میانه دوران‌های تاریخی پس از اسلام است و در شهرستان ماهنشان، بخش مرکزی، دهستان قزل گچیلو، ۱۰۰ متری شمال غرب روستای مغانلو واقع شده و این اثر در تاریخ ۲۷ بهمن ۱۳۸۷ با شمارهٔ ثبت ۲۴۵۹۰ به‌عنوان یکی از آثار ملی ایران به ثبت رسیده است.